# Lophogaster challengeri
Lophogaster challengeri is een kreeftachtigensoort uit de familie van de Lophogastridae. De wetenschappelijke naam van de soort is voor het eerst geldig gepubliceerd in 1942 door Fage.